# Prostomis gladiator
Prostomis gladiator is een keversoort uit de familie Prostomidae. De wetenschappelijke naam van de soort is voor het eerst geldig gepubliceerd in 1903 door Blackburn.